# Boléro

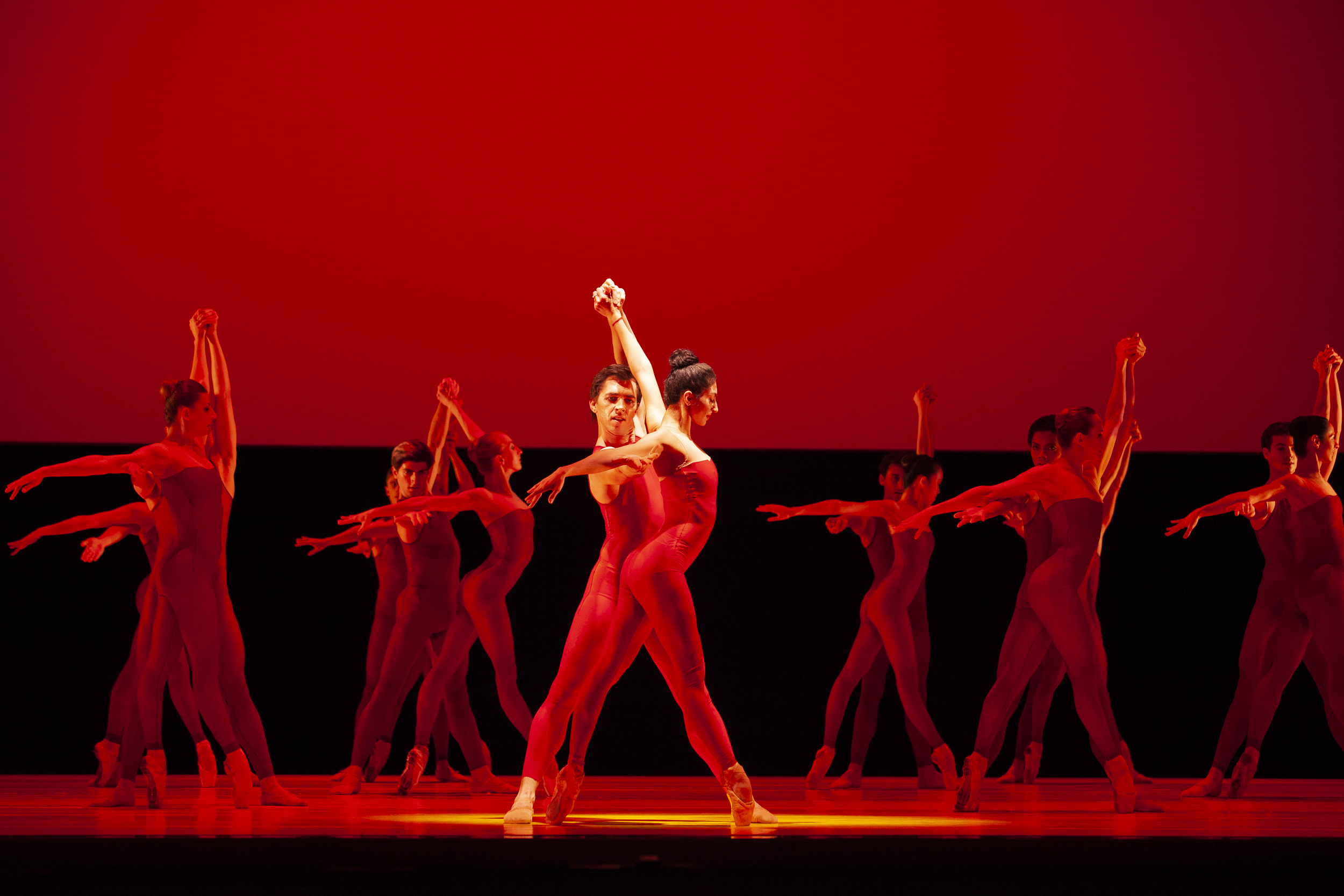
Bolero w choreografii Krzysztofa Pastora, Polski Balet Narodowy

Boléro – utwór Maurice’a Ravela z 1928 roku. Skomponowany na zamówienie Idy Rubinstein, w założeniu był muzyką do widowiska baletowego w choreografii Bronisławy Niżyńskiej.
Sceniczna premiera Bolera, z Idą Rubinstein, odbyła się w Operze Paryskiej 22 listopada 1928 roku (dyrygował wówczas Walther Straram). Przedstawiona była jako taniec młodej Hiszpanki na stole stojącym pośrodku gospody, pośród siedzących przy winie wieśniaków, którzy początkowo nie zwracają na nią uwagi, ale w miarę narastania muzyki i coraz większej ekspresji tancerki podchodzą i urzeczeni stają wokół. Później Bolero było wielokrotnie inscenizowane przez wielu choreografów na całym świecie, także w Polsce. Największe międzynarodowe uznanie zyskała wersja choreograficzna Maurice’a Béjarta i jego Baletu XX Wieku w Brukseli (1961), a w Polsce – realizacja Krzysztofa Pastora z Polskim Baletem Narodowym (2016).
Pierwsze koncertowe wykonania Bolera okazały się całkowitą klęską. Kompozycję krytykowano za monotonię, towarzyszyły jej gwizdy i protesty. Nietypowa konstrukcja dzieła, szokującego w swej prostocie, początkowo dla publiczności była nie do przyjęcia.
Pomysł utworu oparty jest na rozwijaniu w formie prostych wariacji jednego 18-taktowego tematu melodyczno-rytmicznego granego przez różne instrumenty. Towarzyszy mu jednostajny rytm podany na werblu na początku utworu. Dynamika narasta przez włączanie w tkankę dzieła kolejnych instrumentów, które po odegraniu tematu solo przechodzą do akompaniamentu. Utwór kończy obsada 26 instrumentów. Z tego względu dzieło Ravela jest określane jako poglądowa lekcja instrumentoznawstwa, a sam kompozytor nazywał je studium instrumentacji.
Bolero jest stylizacją ludowego tańca hiszpańskiego o tej samej nazwie. Grane jest w tempie dwa razy wolniejszym niż będąca dlań pierwowzorem forma taneczna, ale mimo to narodowy charakter dzieła jest uznawany przez Hiszpanów.

## Użyte instrumenty
Piccolo, 2 flety (drugi flet dubluje piccolo), 2 oboje (drugi obój dubluje obój miłosny), rożek angielski, klarnet Es, 2 klarnety B, klarnet basowy, 2 fagoty, kontrafagot, 4 rogi, trąbka piccolo D, 3 trąbki, 3 puzony, tuba, 2 saksofony (1 sopranino w stroju F oraz 1 tenorowy. Z tego względu, że saksofon sopraninowy nie występuje w stroju F, zwyczajowo wykonuje się tę partię na saksofonie sopranowym), kotły, 2 bębny małe, cymbały, gong tam-tam, czelesta, harfa i kwintet smyczkowy: (skrzypce, altówki, wiolonczele i kontrabasy).

## Kultura popularna
- Utwór został wykorzystany w musicalu Bolero z 1934 (reż. Wesley Ruggles) z Carole Lombard i George’em Raftem w rolach głównych[3].

- Utwór został wykorzystany jako ścieżka dźwiękowa dla wielu filmów, m.in.: Jaskiniowiec (1981), Alicja w krainie Czarów (1999), Zwariowane melodie czy w oryginalnej wersji japońskiego anime – Digimon Adventure. W 2004 r. w Budapeszcie Lasertheater założył prezentację laserową do utworu.

- Podczas Zimowych Igrzysk Olimpijskich w 1984 r. łyżwiarska para taneczna, kilkakrotni mistrzowie świata Jayne Torvill i Christopher Dean wykonali do skróconego „Bolera” swój taniec dowolny, co było pierwszym w historii przypadkiem wykonania całego łyżwiarskiego występu tanecznego przy jednej melodii. Aby przedłużyć występ powyżej regulaminowych 4 minut i dostosować go do skróconej wersji „Bolera”, rozpoczęli go klęcząc na lodzie (według regulaminu czas występu liczy się od momentu dotknięcia lodu łyżwą). Zdobyli złote medale (za wrażenie artystyczne dostali komplet maksymalnych ocen 6.0) i od tego czasu praktyka wykonywania całego występu do jednej melodii została zaakceptowana[4].
- Utwór miał zostać wykorzystany w grze The Legend of Zelda. Ponieważ utwór wciąż był zastrzeżony prawami autorskimi na terenie Japonii, gdzie tworzono grę, Koji Kondo skomponował na jego miejsce na ekranie tytułowym nowy utwór, będący spowolnioną wersją motywu głównego gry.[5]